# Лебяжье (Тавдинский муниципальный округ)
Лебяжье — посёлок в Тавдинском городском округе Свердловской области. Входит в состав Городищенского сельсовета.

## География
Посёлок находится в восточной части области, на расстоянии 18 километров к востоку от города Тавда, в 1,5 километрах к северо-востоку от озера Карабашево.
Абсолютная высота — 63 метра над уровнем моря.

## Население
| 2002 | 2010 | 2021 |
| ---- | ---- | ---- |
| 11   | ↘7   | ↘1   |

Согласно результатам переписи 2002 года, в национальной структуре населения русские составляли 100 % из 11 чел.

## Транспорт
Вблизи Лебяжьего проходит автодорога Тавда—Карабашка.

## Улицы
Уличная сеть посёлка состоит из одной улицы (ул. Лесная).